# Дворец культуры имени С. М. Кирова (Санкт-Петербург)
Дворе́ц культу́ры и́мени С. М. Ки́рова — памятник архитектуры Санкт-Петербурга, расположенный на площади между Большим и Средним проспектами Васильевского острова.

## История
В 1930 году было принято решение возвести на площади между Большим и Средним проспектами Василеостровский дом культуры. Условия организованного для этой цели всесоюзного архитектурного конкурса включали создание большого театрального зала на 4000 мест, малого зала, кинотеатра, лектория, библиотек, спортивных помещений, обсерватории, детских комнат, комнат для клубных занятий.
Плановое и объемно-пространственное решение проекта было сформировано под влиянием необходимости создания двух крупных пространственных зон: парадной площади, обращенной к Большому проспекту, и с боковой стороны – парковой.
В результате первую премию получил проект Н. А. Троцкого и С. Н. Козака. Первоначально проект представлял собой здание, решённое в стиле конструктивизма, с большими остеклёнными фасадами и невысокой башней, увенчанной куполом обсерватории.
Тем не менее, после победы на конкурсе архитекторы серьёзно переработали свой проект. Здание приобрело черты только что входившего в моду неоклассического архитектурного стиля. Большие стеклянные площади фасадов были заменены на монументальные классические формы. Большой театральный зал перенесён в отдельное крыло, проектируемое в юго-западной части здания.
Закладка Дворца культуры состоялась в дни празднования 13-й годовщины Октябрьской революции. Строительству помогали массовые воскресники рабочих и служащих Балтийского завода, «Севкабеля», заводов «Красный гвоздильщик», «Пневматика», «Электроаппарат», студентов Ленинградского университета и Горного института.
Первая очередь строительства была сдана 5 мая 1933 года.
На торжественном открытии Дворца культуры было принято решение дать ему имя С. М. Кирова, что и произошло в 1934 году. Тем не менее, строительство продолжалось до 1937 года, проект не был завершён. Большой театральный зал и западное крыло, соединяющее его с основным корпусом, так и не были завершены. Однако даже в недостроенном виде Дворец культуры имени С. М. Кирова стал самым большим в Ленинграде.
Первоначально в нишах фасада здания планировалось разместить барельефы, посвящённые социалистическому строительству. В 1935 году для их создания был организован конкурс, но его результаты так и не были воплощены.
Особое внимание уделялось внутреннему убранству залов. Ряд помещений был отделан мрамором и ценными породами дерева.
Формы построенного здания создавали впечатление большого корабля. Этому способствовали не только облик здания, но и близость Финского залива и просторные пустые площади вокруг. Это свободное пространство позже было переустроено. В 1930-х годах Василеостровский сад был расширен до Среднего проспекта.
Во время Великой Отечественной войны во Дворце культуры работал госпиталь. От бомбёжек здание сильно пострадало: сгорели крыша, Мраморный зал и ряд других помещений.
В 1948-1950-х годах на площади перед зданием по проекту Е. Ф. Владимировой и В. Д. Кирхоглани был разбит сквер. В 1968 году ближе к Большому проспекту были построены два павильона.
С 1967 до середины 1980-х годов во Дворце Культуры работал кинотеатр Госфильмофонда «Кинематограф». В 1990-х годах там же был открыт Дом национальных культур, чья деятельность к настоящему времени прекращена. 
В 2021 году началась реставрация дома культуры с полной реконструкцией большого зала.

## Архитектура
Здание построено в стиле конструктивизм с элементами неоклассики под руководством архитектора Н. А. Троцкого. 
Дворец культуры им. Кирова являлся самым крупным в Ленинграде дворцом культуры.
В соответствии с петербургскими традициями Троцкий расположил центральную часть здания строго по оси 27-й линии. Общая площадь здания составляет около 22300 квадратных метров.

## Список помещений в ДК им. Кирова
Список помещений в ДК им. Кирова:
- Мраморный зал
- Малый концертный зал
- Лекционный зал
- Хореографические залы
- Кинолекционный зал
- Спортивные залы
- офисы
- склады